# Ḱ
Ḱ ḱ (K con accento acuto) è usato nei seguenti sensi:
- traslitteratione del cirillico Kje che viene usato nella lingua macedone.
- /qʷ/ nella lingua Saanich.
- rappresenta un fonema protoindoeuropeo /kʲ/

## Codici
- U+1E30 Ḱ lettera latina maiuscola K con accento acuto (HTML: &#7728;)
- U+1E31 ḱ lettera latina minuscola K con accento acuto (HTML: &#7729;)